# Pristurus minimus
Pristurus minimus — вид геконоподібних ящірок родини Sphaerodactylidae. Мешкає на Аравійському півострові.

## Поширення і екологія
Pristurus minimus мешкають в районі Аль-Файдамі на сході Ємену, в Омані, зокрема на острові Масіра, та в ОАЕ. Вони живуть на піщаних рівнинах, місцями порослих дрібними паролистовими чагарниками.